# Simulium aranti
Simulium aranti är en tvåvingeart som beskrevs av Stone och Snoddy 1969. Simulium aranti ingår i släktet Simulium och familjen knott. Inga underarter finns listade i Catalogue of Life.